# Estudios Unísono
Estudios Unísono es el nombre de un estudio de grabación creado en el año 2005 por el ingeniero Eduardo Bergallo con la idea y dirección del músico argentino Gustavo Cerati. Desde 2010 el estudio quedó bajo la administración de Laura Cerati, la hermana del músico.

## Grabaciones hechas en Estudios Unísono
| Año  | Grabación                                           | Artista           |
| ---- | --------------------------------------------------- | ----------------- |
| 2005 | Cuarto Creciente                                    | Leo García        |
| 2005 | El Último Concierto DVD                             | Soda Stereo       |
| 2006 | Ahí Vamos                                           | Gustavo Cerati    |
| 2007 | Me verás volver (Hits & +)                          | Soda Stereo       |
| 2007 | Soda Stereo:Gira Me Verás Volver                    | Soda Stereo       |
| 2009 | Fuerza Natural                                      | Gustavo Cerati    |
| 2009 | Discotape                                           | Capri             |
| 2010 | Siberia Country Club                                | Richard Coleman   |
| 2011 | La parte de los ángeles                             | Iván Noble        |
| 2011 | Ahora                                               | Fabiana Cantilo   |
| 2011 | Leandro Freco                                       | Leandro Fresco    |
| 2011 | Nunca o una eternidad                               | Deborah de Corral |
| 2012 | En la Caravana Mágica Vol.2                         | Gustavo Cordera   |
| 2012 | Chances                                             | IKV               |
| 2013 | Sangre Buena                                        | Mariana Baraj     |
| 2013 | Dulce Calor                                         | Altocamet         |
| 2013 | Yo Te Amo                                           | Fito Páez         |
| 2013 | Trip Tour                                           | Zero Kill         |
| 2015 | Cerati Infinito                                     | Gustavo Cerati    |
| 2016 | Alien Head                                          | Zero Kill         |
| 2017 | Sep7imo Dia                                         | Soda Stereo       |
| 2018 | Unisex                                              | Zero Kill         |
| 2018 | Satélite Cerati                                     | Gustavo Cerati    |
| 2019 | Fuerza Natural Tour, en vivo en Monterrey, MX, 2009 | Gustavo Cerati    |